# عبدالفتاح آدم
عبدالفتاح آدم (عربی: عبدالفتاح آدم؛ زادهٔ ۱ ژانویهٔ ۱۹۹۵) ورزشکار اهل عربستان سعودی است.
وی همچنین در تیم‌های ملی فوتبال عربستان سعودی بازی کرده‌است.